# Onthophagus obtusicornis
Onthophagus obtusicornis är en skalbaggsart som beskrevs av Olof Immanuel Fåhraeus 1857. Onthophagus obtusicornis ingår i släktet Onthophagus och familjen bladhorningar. Inga underarter finns listade i Catalogue of Life.